# Śródmieście (Radom)
Śródmieście – dzielnica Radomia (znajduje się w jego ścisłym centrum). Obszar zajmowany przez dzielnicę zasadniczo odpowiada terenowi miasta z XX wieku.
W tej dzielnicy znajduje się większość zabytków miasta, w tym gotycki kościół i klasztor Bernardynów (jeden z najcenniejszych zabytków Radomia) oraz ciąg XIX-wiecznej klasycystycznej i secesyjnej architektury przy ul. Żeromskiego, Moniuszki, Piłsudskiego, 25 czerwca, Malczewskiego, Sienkiewicza. W śródmieściu znajduje się także główny dworzec kolejowy miasta, który powstał podczas budowy Iwangorodzko-Dąbrowskiej Linii Kolejowej według projektu Adolfa Schimmelpfenniga.
Ulica Żeromskiego to reprezentacyjny deptak. W latach po 2000 r. poddano tam renowacji wiele kamienic oraz położono kostkę brukową.
Ulica  Piłsudskiego charakteryzuje się zwartym ciągiem XIX-wiecznych kamienic o bogato zdobionych fasadach oraz wylotem na plac Konstytucji 3 Maja z widokiem na kościół św. Stanisława.